# Falkensteinerbund

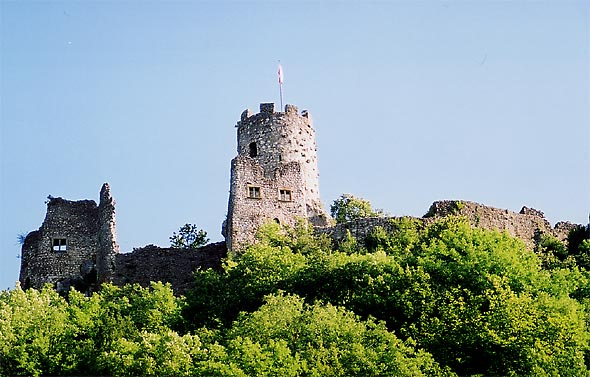
Ruine Neu-Falkenstein

Der Falkensteinerbund ist ein schweizerischer, ursprünglich christlich-evangelisch orientierter Korporationsverband mit zurzeit vier (allesamt aktiven) Studentenverbindungen, gegründet (als Schweizerbund) 1891. Er ist einer der wenigen zweisprachigen Dachverbände (Deutsch und Französisch).
Der mittlerweile verwendete Name des Bundes bezieht sich auf die Burgruine Neu-Falkenstein bei Balsthal im Kanton Solothurn. Seine inoffizielle Devise lautet „Gott – Freundschaft – Vaterland“ bzw. „Devoir – Amitié – Patrie“. Sein rechtlicher Sitz befindet sich am Wohnort des jeweiligen Bundespräses.

## Zweck
Der Falkensteinerbund bezweckt die Förderung der gemeinsamen Interessen und Ideen der beteiligten Verbindungen und deren Vertretung nach aussen, die Pflege der Freundschaft unter deren Mitgliedern und die Förderung der Beziehungen zum Alt-Falkensteinerbund (Art. 3 Statuten).

## Geschichte
1847 wurde das Schwizerhüsli Basel als eine der ersten nichtschlagenden und christlichen Studentenverbindungen (neben der katholischen Zähringia in Freiburg i. Üe. 1843 im Schw.StV) der Schweiz gegründet und trat 1853 in die Reihe der Wingolfsverbindungen ein, allerdings ohne Stimmrecht. Nach mehrfachen Versuchen, Kontakte zu christlich orientierten Studenten in anderen Schweizer Städten aufzunehmen, kam es 1888 zur Gründung der Zähringia Bernensis in Bern. 1891 gründeten Schwizerhüsli und Zähringia als Kartell beider Verbindungen den Schweizerbund. Dafür lösten die Basler ihre engen Verbindungen zum deutschen Wingolf. 1893 gründete sich die „Carolingia Turicensis“ als dritte Verbindung des Schweizerbundes und wurde im Folgejahr in diesen aufgenommen, 1915 folgte als einzige französischsprachige Verbindung die „Valdésia“ in Lausanne. Das Ziel des Bundes, dauerhaft eine weitere Mitgliedsverbindung in Genf zu gründen, schlug fehl, nachdem die 1922 in den Falkensteinerbund aufgenommene „Philadelphia“ bereits im Folgejahr aufgelöst wurde.
Lange Zeit kam der Bund ohne einen eigenen, passenden Namen aus. Nachdem das Bundesfest 1909 erstmals in Balsthal stattgefunden hatte, wurde der Bund 1919 (nach anderen Quellen 1921) in Falkensteinerbund umbenannt. 1937 wurde ein Wanderliederbuch für den Bund herausgegeben. 1938 beteiligte sich der Verband an einer Resolution der Couleurverbände gegen die Aktivitäten von nationalsozialistisch beeinflussten Studenten in der Schweiz.
Bis dahin reine Männerbünde, kam in den 1970er Jahren in den Falkenstein-Verbindungen erstmals die Frage nach einer Mitgliedschaft von Frauen auf. Die Valdésia beschloss 1982, eine gemischte Verbindung zu werden; 1994 wurde die erste Studentin aufgenommen. Das Schwizerhüsli nahm zwei Jahre später erstmals eine Valdésierin als Mitglied auf und ist seit einer Statutenänderung 1999 eine gemischte Verbindung. Zähringia und Carolingia sind bis heute Männerbünde geblieben.

## Aufbau und Struktur

### Mitgliedsverbindungen
Zwar nehmen die Bundesorgane übergreifende Aufgaben wahr, die Einzelverbindung bleibt aber in ihrer Verfassung selbständig. Der einzelne Falkensteiner ist also zunächst Mitglied seiner Einzelverbindung. Zwischen den Verbindungen herrscht Aktivitätszwang, soweit die Statuten der einzelnen Verbindungen keine andere Regelung vorsehen (Art. 4 b Statuten). Schwizerhüsli und Valdésia sind gemischte Verbindungen; Zähringia und Carolingia nehmen nur Männer auf.
Mitglieder des Falkensteinerbundes sind die folgenden vier Studentenverbindungen:
|  |
|  |
|  |
|  |
|  |

|  |
|  |
|  |
|  |
|  |

|  |
|  |
|  |
|  |
|  |

|  |
|  |
|  |
|  |
|  |

### Organisation
Organe des Falkensteinerbunds sind gemäss Art. 5 Statuten:
- die Bundeschargierten (Exekutive)
  - Bundespräses (B-X)
  - Bundesaktuar (B-XX)
  - Bundesquästor (B-XXX)
- die Delegiertenversammlung
- die Rechnungsrevisoren
- die Verbindungen
- die Gesamtheit der Einzelmitglieder in der Urabstimmung

Jede Verbindung entsendet drei Mitglieder an die Delegiertenversammlung. Der Zentralvorstand setzt sich ebenfalls aus drei Mitgliedern zusammen, welche der vorsitzenden Verbindung angehören. Diese haben an der DV kein Stimmrecht (Ausnahme: Stichentscheid des Bundespräses).
Jeweils eine Verbindung führt in der Reihenfolge ihrer Gründung im Turnus von vier Semestern des Vorsitzes des Bundes („Geschäftsführung“). Die geschäftsführende Verbindung organisiert einmal jährlich das Bundesfest, in dessen Verlauf auch die ordentliche Delegiertenversammlung und zweijährlich die Übergabe des Vorsitzes stattfindet.
Daneben existiert auch der Alt-Falkensteinerbund als vereinsrechtlich unabhängige, aber de facto eng mit dem Aktiven-Bund verknüpfte Organisation der Altherren der vier Verbindungen.

## Beziehungen
Seit 1969 besteht erneut ein Freundschaftsverhältnis zwischen dem Falkensteinerbund und dem in Deutschland, Österreich und Estland vertretenen Wingolfsbund, der ebenfalls nichtschlagend und christlich orientiert ist. Dies zeigt sich durch gegenseitige Besuche der jeweiligen Bundesfeste, gegenseitige Bandverleihungen für die jeweils aktiven Senioren und die Möglichkeit, in beiden Dachverbänden Mitglied zu werden.

## Persönlichkeiten
Siehe auch Kategorie:Korporierter im Falkensteinerbund
- Hans Bietenhard (1916–2008), Prof. Dr. theol. / reformierter Theologe – Zähringia
- Erwin Bischof (1940–2015), Unternehmensberater, Politiker – Zähringia
- Friedrich von Bodelschwingh (1877–1946), deutscher evangelischer Theologe und Leiter der von Bodelschwinghschen Stiftungen Bethel – Schwizerhüsli
- Melchior Buchs, Politiker – Zähringia
- Lukas Engelberger (* 1975), Jurist und Politiker (CVP), seit 2014 Regierungsrat BS – Schwizerhüsli
- Friedrich Eymann (1887–1954), reformierter Theologe und Pädagoge – Zähringia
- Markus Feldmann (1897–1958), Politiker, Bundespräsident 1956 – Zähringia
- Karl Edmund «Charles» von Graffenried (1925–2012), Unternehmer – Zähringia
- Wilhelm Hadorn (1869–1929), reformierter Theologe – Schwizerhüsli, Zähringia
- Heinrich Huttenlocher (1890–1954), Mineraloge und Petrograph – Zähringia
- Walther Köhler (1870–1946), Professor für Theologie in Giessen, Zürich und Heidelberg – Carolingia (Ehrenphilister)
- Urs Küry (1901–1976), Bischof der christkatholischen Kirche der Schweiz 1955–1972 – Schwizerhüsli, Carolingia
- Zeki Kuneralp (1914–1998), türkischer Diplomat und Botschafter – Zähringia
- Emil Landolt (1895–1995), Stadtpräsident von Zürich 1949–1966 – Carolingia
- Elias Landolt (1926–2013), Prof. Dr. sc. nat. / Geobotaniker an der ETH Zürich – Carolingia
- Hans-Dieter Leuenberger (1931–2007), Pfarrer, Psychotherapeut und Esoteriker – Zähringia
- Maurice Müller (1918–2009), Pionier der orthopädischen Chirurgie; Kunstmäzen – Valdesia, Zähringia
- Fritz de Quervain (1868–1940), Chirurg und Direktor des Inselspitals – Zähringia (Gründungsmitglied)
- Henri Rieben (1921–2006), «Schweizer Europäer» und Vorreiter für die europäische Integration – Valdesia
- Adolf Schlatter (1852–1938), Professor für Theologie in Bern und Tübingen – Schwizerhüsli
- Johannes Stroux (1886–1954), Professor für klassische Philologie und Präsident der deutschen Akademie der Wissenschaften zu Berlin (DAW) – Schwizerhüsli
- Bernard Vittoz, Präsident der École polytechnique fédérale de Lausanne (EPFL) 1978–1992 – Valdesia